# Bahareh Hedayat
Bahareh Hedayat, född 1981, är en iransk studentledare och människorättsaktivist.
Bahareh Hedayat arresterades i juli 2007 och efter att ha frisläppts mot borgen igen 2008. Hon dömdes 2010 till nio och ett halvt års fängelse för agerande mot staten.
Bahareh Hedayat fick 2012 det första utdelade Edelstampriset.
Den 14 juni 2016 kom FN:s arbetsgrupp mot godtyckliga frihetsberövanden med ett utlåtande i vilket de ansåg att hon omedelbart bör friges. Detta därför att hon anses vara godtyckligt fängslad och mot internationell rätt.